# Frammentazione ambientale
La frammentazione ambientale o frammentazione degli habitat  è quel processo dinamico, solitamente di origine antropica, che divide un ambiente naturale in frammenti più o meno disgiunti tra loro riducendone la superficie originaria. È un processo che cresce su scala globale, legato all'aumento vertiginoso della popolazione umana che necessita di nuove terre da coltivare, di ampliare i centri urbani e le vie di comunicazione (Farina, 2001).
La scomparsa degli habitat e la frammentazione di quelli residui, costituiscono una delle principali minacce alla biodiversità (Hanski, 2005); entrambi i processi agiscono spesso in concerto e non sempre sono facilmente discriminabili l'uno dall'altro (Lindenmayer & Fischer, 2006). Le conseguenze più catastrofiche si registrano negli ambienti tropicali soprattutto perché le specie tropicali si adattano più difficilmente ai cambiamenti ambientali rispetto alle specie di habitat dei climi temperati. Per fare un esempio, in Brasile, le attività antropiche hanno distrutto il 95% dell'originaria foresta pluviale atlantica; in Australia occidentale, l'agricoltura ha ridotto a meno del 10% la vegetazione originaria (Yahner, 1988; Tscharntke et al., 2002). Simili perdite si verificano già in tutto il mondo e interessano tutti i livelli della diversità biologica (Henle et al., 2004; WWF, 2004).

## L'ecomosaico e le sue componenti
Nelle aree abitate da lungo tempo dall'uomo, la frammentazione ha creato paesaggi a mosaico e perciò chiamati ecomosaici. Ad esempio un paesaggio forestale viene a essere scomposto in tre componenti: patches (cioè i frammenti residui della foresta originaria), immersi in una matrice (di solito campi coltivati) e spesso separati anche da infrastrutture lineari (principalmente strade e ferrovie) o, al contrario, collegati da aree lineari come siepi, vegetazione ripariale dei fiumi, ecc. che potrebbero fungere da corridoi ecologici (Battisti, 2004).
Le principali conseguenze della frammentazione sono quindi: scomparsa e\o riduzione in superficie degli habitat, insularizzazione dei patch, generazione e aumento di superficie di tipologie ecosistemiche di origine antropogenica (matrice), aumento dei margini e dell'effetto margine (edge effect, si veda dopo) indotto dalla matrice antropica che separa i frammenti (Farina, 2001; Battisti, 2004).
I patch hanno delle caratteristiche proprie geometriche (superficie, forma, perimetro, grado di isolamento tra gli stessi, collocazione nell'ecomosaico) e strutturali (qualità ambientale, dimensioni della core-area (si veda dopo)).
Solitamente la matrice è costituita da campi coltivati; è un habitat creato dall'uomo e per molte specie rappresenta un ambiente ostile. La matrice può dunque costituire una barriera, con un'impermeabilità che è strettamente specie-specifica (Battisti, 2004). 
Un ulteriore effetto della matrice è l'influenza sulla qualità ambientale dei patches attraverso un processo che è detto “effetto margine” (edge effect). Quando due tipologie ambientali differenti vengono a contatto (in questo caso matrice e patch), si crea un ambiente di transizione, detto ecotono (edge-area), che ha caratteristiche ecologiche diverse da quelle delle aree limitrofe. È in quest'area di contatto che agisce l'effetto margine inducendo dei cambiamenti sul frammento boschivo: trasformazione della struttura vegetazionale, del microclima e della copertura del suolo, con ripercussioni sulle popolazioni animali. L'edge effect agisce solo nell'area marginale o mantello (edge-area) mentre all'interno (core-area) non ha effetti o li ha in misura minima, proporzionalmente con la superficie perimetrale (Sisk et al., 1997). 
Altre componenti importanti dell'ecomosaico sono gli elementi lineari che attraversano la matrice: i corridoi ecologici. L'eterogeneità delle caratteristiche dei corridoi ecologici li rende altamente specie-specifici: possono costituire habitat che facilitino i movimenti della fauna (relativamente alle caratteristiche eco-etologiche delle specie che possono utilizzarli) o la continuità dei processi ecologici nell'ecomosaico, o, d'altra parte, possono rappresentare elementi di disturbo (o anche delle vere e proprie barriere, in relazione alle caratteristiche delle specie) (per una classificazione più dettagliata si veda Dobson et al., 1999; Debinski & Holt, 2000); per fare un esempio, una siepe presente tra due boschi può rappresentare un corridoio ecologico che fa da ponte per due popolazioni separate di topo selvatico (Apodemus sylvaticus) mentre invece per una specie di dimensioni più grandi con più elevate capacità dispersive come il tasso (Meles meles), sarà più probabilmente ininfluente.

## Concetti di biogeografia insulare applicati all'ecologia del paesaggio
I frammenti di un ecomosaico si presentano come delle isole più o meno separate tra loro da un ambiente (la matrice) che costituisce una barriera più o meno efficace. In relazione alle analogie ecologiche e spaziali esistenti tra le isole geografiche e quelle ecologiche, queste ultime sono state trattate, soprattutto nei primi studi dell'ecologia del paesaggio, seguendo l'approccio della biogeografia insulare (Mac Arthur & Wilson, 1967). La biogeografia insulare descrive i processi che regolano le relazioni tra il numero e le caratteristiche delle specie e il territorio insulare (Begon et al., 1989), sintetizzabili nelle seguenti previsioni:
- le isole contengono un numero di specie minore di un territorio di terraferma;
- il numero di specie aumenta con le dimensioni dell'isola;
- le isole meno distanti dalla terraferma hanno un numero di specie maggiore.
Tuttavia, per alcuni autori, le differenze tra le isole geografiche ed ecologiche sono troppo grandi perché la Biogeografia Insulare possa essere applicata ai residui naturali della frammentazione (per esempio la matrice agricola non è una barriera così insormontabile come lo è il mare; le scale temporali sono molto diverse, ecc.) (Haila, 2002).

## Effetti della frammentazione degli habitat sulla biodiversità
L'impatto della frammentazione degli habitat sulla biodiversità dipende da numerose variabili fra cui: la tipologia ambientale, la configurazione paesaggistica, il grado di connessione fra i patches, la distanza da altre tipologie ambientali, il tempo intercorso dall'inizio del processo (Farina, 2001).
La sensibilità di un animale alla frammentazione degli habitat è generalmente correlata alla sua abilità a persistere in isole di habitat più piccoli e a ri-colonizzare i frammenti muovendosi nell'ecomosaico. Queste abilità dipendono dalle caratteristiche morfologiche, ecologiche e comportamentali della specie (Swihart, 2003). I cambiamenti dell'ambiente indotti dalla frammentazione, sono spesso molto rapidi in relazione alle capacità adattative delle specie sensibili, e influenzano il comportamento e i movimenti di questi animali (Fahrig & Merriam, 1994; Hanski, 1994). 
Di seguito sono riassunti i principali effetti della frammentazione degli habitat a livello di specie:
- In seguito alla riduzione dell'habitat aumenta la competizione intraspecifica per lo spazio e per le risorse (Blake & Karr, 1987).
- L'aumento della superficie marginale fa diminuire l'ampiezza della core-area e quindi l'habitat per le specie che ne sono legate (Forman, 1995).
- La predazione da parte di specie generaliste che si muovono facilmente nella matrice aumenta (Blake & Karr, 1987).
- La matrice limitrofa può costituire una barriera per le specie meno vagili e arboricole  (Forman, 1995).
- La rete viaria e altre infrastrutture sono per molte specie delle barriere parziali o totali alla dispersione, essendo elementi di disturbo e spesso cause di mortalità (Trombulak & Frissel, 2000).

Tutti questi fattori influiscono sui movimenti degli individui, in particolar modo, gli ultimi tre, sulla dispersione. La dispersione ha un ruolo molto importante nei processi microevolutivi, poiché è determinante negli scambi genetici tra popolazioni differenti, evita l'inbreeding; nelle metapopolazioni i movimenti dispersivi sono fondamentali nel mantenimento delle stesse. La dispersione dipende dalle dinamiche demografiche della popolazione e interessa diversamente gli individui in base a sesso, età, posizione sociale, fitness individuale. Le barriere avranno effetti, quindi, sulla struttura delle popolazioni delle specie sensibili. 
Inoltre, gli effetti su molte componenti sia animali che vegetali sono molteplici e cumulativi, influenzando la loro presenza e abbondanza, con ripercussioni ecologiche che agiscono a livello di comunità e di ecosistema (Fahrig, 1997; Davies et al., 2001; Soulé & Orians, 2001).
Come conseguenza della riduzione di habitat idoneo e dell'isolamento dei patches residui, le popolazioni possono ridursi ed estinguersi localmente (Wilcox & Murphy, 1985); tuttavia, è possibile che molte popolazioni di mammiferi in ambienti frammentati seguano una dinamica di metapopolazione, evitando così l'estinzione. Il rischio per le popolazioni fortemente ridotte e isolate, è quello di essere più vulnerabili all'estinzione perché sono esposte maggiormente a eventi stocastici di fluttuazione dei parametri demografici e ambientali (Goodman, 1987; Davies et al., 2001). 
Non tutte le specie sono sensibili alla frammentazione degli habitat (Fahrig, 1997). Quelle generaliste dotate di relativa plasticità ecologica possono risultare indifferenti o avvantaggiate; infatti, molte specie, riescono a sfruttare la matrice (ad esempio il capriolo, Capreolus capreolus). Inoltre, anche le specie legate ad ambienti ecotonali possono beneficiare dell'aumento del proprio habitat (edge-area).